# Vysílač Sněžné jámy
Vysílač Sněžné jámy, umístěný v boudě U Sněžných jam (nazývaný polsky RTON Jelenia Góra / Śnieżne Kotły, v polovině 20. stol. krátce též Wawel, německy Schneegrubenbaude)
se nachází na polské straně Krkonoš. Původně zde bylo roku 1837 postaveno provizorní přístřeší, později kamenná budova s ubytováním a restaurací, dále pak hotel. Od roku 1960 je budova využívána jako vysílací zařízení.

## Poloha
Budova se nachází na polské straně Krkonoš nad Sněžnými jámami (polsky Śnieżne Kotły) mezi Vysokým kolem a Violíkem v nadmořské výšce 1 490 m. Od Špindlerova Mlýna je vzdálena vzdušnou čarou cca 7 km severozápadně. Kolem vede červeně značená hřebenová turistická Cesta česko-polského přátelství.

## Historie

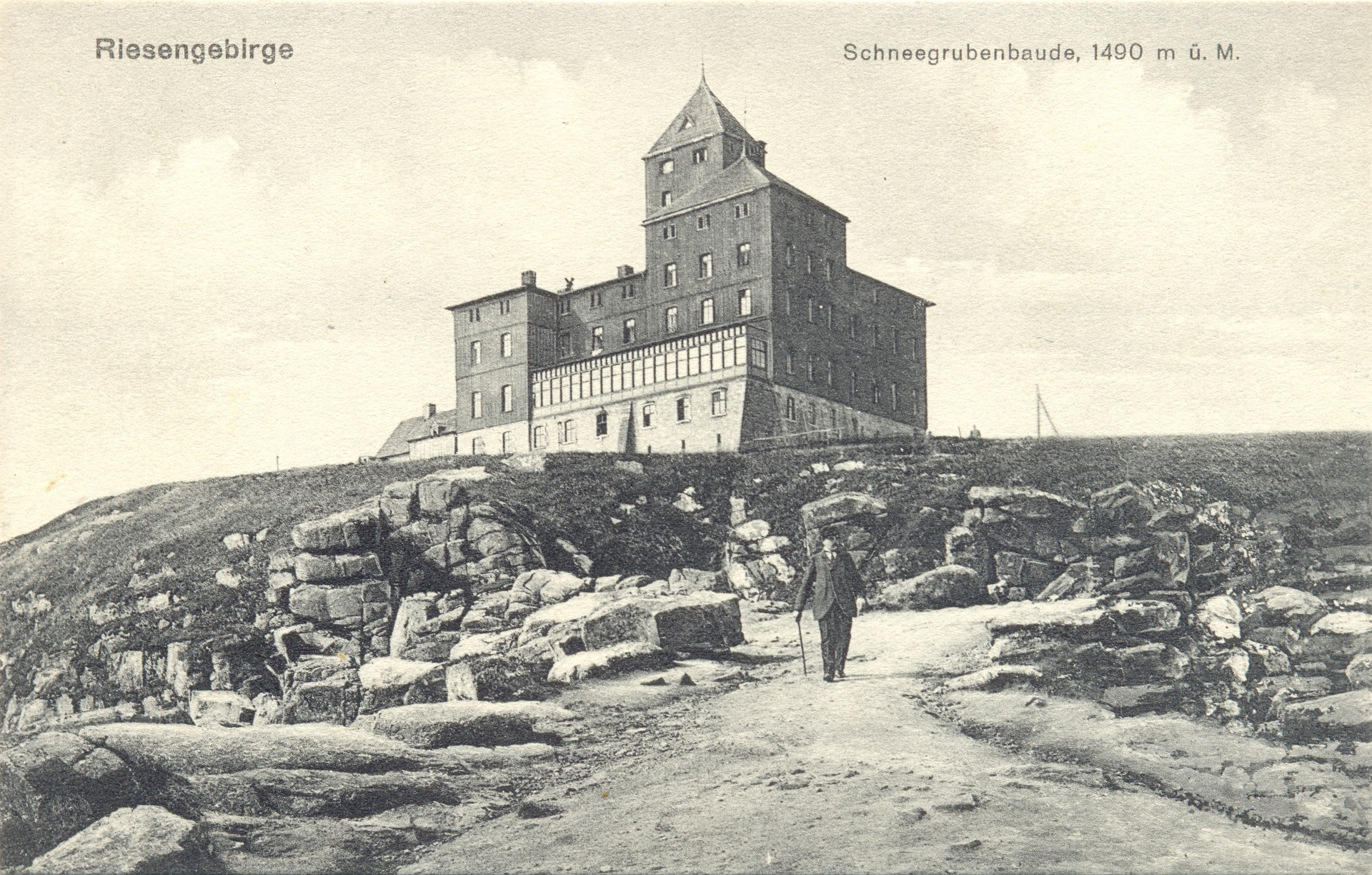
Bouda u Sněžných jam

Roku 1837 zde bylo postaveno provizorní přístřeší. Po roce 1858 zde již stála kamenná budova s kapacitou 20 lůžek a 50 míst v restauraci. Roku 1896–97 zde byl postaven několikapatrový hotel s 44 dvoulůžkovými pokoji a s vyhlídkovou věží. Kolem roku 1940 hotel sloužil k rekreačním účelům Luftwaffe. Roku 1944 zde byla umístěna radiolokační stanice s anténami na jižní straně, po kterých jsou v terénu dnes patrné zbytky základů. V roce 1945 se Polsko posunulo na západ, připadlo mu německé Slezsko a většina původních obyvatel byla vyhnána, z důvodů podobnosti s královským hradem v Krakově začali Poláci budově říkat Wawel. Roku 1950 Polský klub turistů PTTK zprovoznil v budově bývalého hotelu bufet s několika lůžky. V této době se budova jmenovala Schronisko PTTK Nad Śnieżnymi Kotłami česky Bouda PTTK Nad Sněžnými jámami. V roce 1960 byly nainstalovány venkovní antény a další zařízení pomocí niž bylo vytvořeno radiové spojení s Zvičinou a Lugsteinem. Vysílač původně vznikl z důvodů televizního přenosu letních olympijských her 1960. Roku 1962 byly antény přeneseny do přestavěné věže s velkými okny. Roku 1994 zde bylo instalováno zařízení pro mobilní telefonii.

## Současnost

Němá značka Sněžné jámy

Budova je pro veřejnost uzavřená, v extrémním počasí již však několikrát poskytla turistům přístřeší. Zaměstnanci vysílače mají také zásluhu na záchraně mnoha lidských životů.

## Vysílané stanice

### Televize
Přehled televizních multiplexů vysílaných ze Sněžných jam:
|        | Multiplex     | Kanál | Kmitočet  | Výkon (ERP) | Polarizace   |
| ------ | ------------- | ----- | --------- | ----------- | ------------ |
| DVB-T2 | MUX1 PL \| T2 | 30    | 546 MHz   | 100 kW      | horizontální |
| DVB-T2 | MUX2 PL \| T2 | 47    | 682 MHz   | 100 kW      | horizontální |
| DVB-T  | MUX3-DS       | 24    | 498 MHz   | 100 kW      | horizontální |
| DVB-T2 | MUX TVP \| T2 | 37    | 602 MHz   | 100 kW      | horizontální |
| DVB-T2 | MUX4 PL \| T2 | 22    | 482 MHz   | 100 kW      | horizontální |
| DVB-T  | MUX8 PL       | 6     | 184,5 MHz | 8 kW        | vertikální   |

### Rozhlas
Z vysílače Sněžné jámy jsou šířeny následující rozhlasové stanice:
|    | Stanice                    | Kmitočet  | Výkon (ERP) | Polarizace   |
| -- | -------------------------- | --------- | ----------- | ------------ |
| FM | Jednyka (PR 1)             | 92,5 MHz  | 10 kW       | horizontální |
| FM | Trojka (PR 3)              | 94 MHz    | 10 kW       | horizontální |
| FM | Wroclaw (PR Radio Wroclaw) | 96,7 MHz  | 10 kW       | horizontální |
| FM | RMF FM                     | 100,8 MHz | 10 kW       | horizontální |

Vysílač šíří i stanice digitálního rozhlasu DAB+:
|      | Multiplex        | Kanál | Kmitočet    | Výkon (ERP) | Polarizace |
| ---- | ---------------- | ----- | ----------- | ----------- | ---------- |
| DAB+ | MUX PR (Wrocław) | 5B    | 176,640 MHz | 13,4 kW     | vertikální |